# Docteur Dolittle (film)
Pour le personnage romanesque initial, voir Docteur Dolittle.
Pour le film de 1967, voir L'Extravagant Docteur Dolittle.
Pour les articles homonymes, voir Docteur Dolittle (homonymie).
Série Dr. Dolittle
Docteur Dolittle 2
(2001)
Pour plus de détails, voir Fiche technique et Distribution.
Docteur Dolittle (Doctor Dolittle) est un film américain réalisé par Betty Thomas, sorti en 1998 et inspiré du personnage créé par l'écrivain anglais Hugh Lofting.
Il a été suivi de quatre autres films : Docteur Dolittle 2 en 2001, Docteur Dolittle 3 en 2006, Docteur Dolittle 4 en 2007 et Docteur Dolittle 5 en 2009.

## Synopsis
John Dolittle, médecin réputé, vit heureux avec sa famille à San Francisco. Un jour, il découvre qu'il peut comprendre les animaux et communiquer avec eux. Ce curieux phénomène bouleverse sa vie, car les animaux sont exigeants au point de lui prendre tout son temps libre. Sa femme Lisa et ses collègues commencent à prendre John Dolittle pour un fou.

## Fiche technique
Sauf indication contraire, les informations mentionnées dans cette section peuvent être confirmées par les bases de données cinématographiques IMDb et Allociné,  présentes dans la section « Liens externes ».
- Titre original : Doctor Dolittle (également graphié Dr Dolittle)
- Titre français et québécois : Docteur Dolittle (également graphié Dr Dolittle)
- Réalisation : Betty Thomas
- Scénario : Nat Mauldin et Larry Levin, d'après l'œuvre de Hugh Lofting
- Musique : Richard Gibbs
  - Orchestration : Philip Giffin, Jon Kull et Patrick Russ
  - Montage musical : Will Kaplan et Paul Silver
- Direction artistique : Greg Papalia
- Décors : William A. Elliott
- Costumes : Sharen Davis
- Maquillage : Matthew W. Mungle, Ann Pala, Toy Van Lierop
- Coiffure : Erma Kent, Leland Sharp
- Photographie : Russell Boyd
- Son : Gary Alexander, Michael J. Benavente, Gary C. Bourgeois, John A. Larsen, John Rotondi
- Montage : Peter Teschner
- Production : John Davis, David T. Friendly et Joseph Singer
  - Production déléguée : Sue Baden-Powell et Jenno Topping
  - Production associée : Steph Lady
- Sociétés de production : Davis Entertainment et Joseph M. Singer Entertainment, présenté par Twentieth Century Fox
- Société de distribution : Twentieth Century Fox (États-Unis) ; UGC Fox Distribution (France)
- Budget : 71,5 millions de $[1]
- Pays de production :  États-Unis
- Langue originale : anglais
- Format : couleur (DeLuxe) – 35 mm – 1,85:1 (Panavision) – son DTS / Dolby Digital / SDDS
- Genre : comédie, fantastique
- Durée : 85 minutes
- Dates de sortie[2] :
  - États-Unis, Québec : 26 juin 1998[3]
  - France, Belgique, Suisse romande : 12 août 1998[4],[5],[6]
- Classification :
  - États-Unis : accord parental recommandé, film déconseillé aux moins de 13 ans (PG-13 - Parents Strongly Cautioned)[N 1]
  - France : tous publics (conseillé à partir de 8 ans)[4]
  - Belgique : tous publics (Alle Leeftijden)[5]
  - Suisse romande : interdit aux moins de 7 ans[7]
  - Québec : tous publics (G - General Rating)[3]
- Version française :
  - Société de doublage : Dubbing Brothers
  - Direction artistique : Jean-Pierre Dorat
  - Adaptation : Philippe Videcoq
  - Enregistrement et mixage : Patrick Colas
  - Montage : Hervé Couvreur

## Distribution
- Eddie Murphy (VF : Med Hondo ; VQ : François L'Écuyer) : Dr John Dolittle
- Kristen Wilson (VF : Micky Sébastian ; VQ : Élise Bertrand) : Lisa Dolittle
- Kyla Pratt (VF : Jackie Berger) : Maya Dolittle
- Raven-Symoné : Charisse Dolittle
- Oliver Platt (VF : Daniel Lafourcade ; VQ : Pierre Auger) : Dr Mark Weller
- Ossie Davis (VF : Robert Liensol ; VQ : Victor Désy) : Archer Dolittle
- Peter Boyle (VF : Maurice Chevit ; VQ : Ronald France) : Calloway
- Richard Schiff (VF : Mathieu Buscatto ; VQ : Daniel Picard) : Gene Reiss
- Jeffrey Tambor (VF : Jean-Luc Kayser ; VQ : Yves Massicotte) : Dr Fish
- Erik Dellums (VF : Tony Joudrier) : Jeremy
- Mark Adair-Rios (VF : Patrick Mancini) : l'interne de Dolittle
- Paul Giamatti (VF : Michel Mella ; VQ : Éric Gaudry) : Blaine (non crédité)
- Pruitt Taylor Vince (VF : Jean-Claude Sachot) : un patient à Hammersmith (non crédité)

et les voix de
- Norm Macdonald (VF : Yves Lecoq ; VQ : Daniel Lesourd) : Lucky le chien
- Chris Rock (VF : Jamel Debbouze ; VQ : Joël Legendre) : Rodney le cochon d'Inde
- Albert Brooks (VF : Jean Rochefort ; VQ : Vincent Davy) : Jacob le tigre
- Reni Santoni (VF : Éric Judor ; VQ : Luis De Cespedes) : rat 1
- John Leguizamo (VF : Ramzy Bedia ; VQ : Johanne Garneau) : rat 2
- Julie Kavner (VF : Maria Tamar ; VQ : Johanne Léveillé) : la pigeonne
- Garry Shandling : le pigeon

## Distinctions
Sauf indication contraire, les informations mentionnées dans cette section peuvent être confirmées par la base de données cinématographiques IMDb,  présente dans la section « Liens externes ».

### Récompenses
1998
- Goldene Leinwand : écran d'or[N 2]
- Prix Bogey : prix Bogey d’or[N 3]

1999
- ASCAP Film and Television Music Awards : ASCAP Award des chansons les plus jouées de films cinématographiques pour Timbaland ("Are You That Somebody?")
- BMI Film and TV Awards : prix BMI de la meilleure musique de film pour Richard Gibbs

### Nominations
1999
- Blockbuster Entertainment Awards :
  - Meilleur acteur dans une comédie pour Eddie Murphy
  - Meilleur second rôle masculin dans une comédie pour Oliver Platt
  - Meilleur second rôle féminin dans une comédie pour Kyla Pratt
- Kids' Choice Awards :
  - Film préféré
  - Acteur de cinéma préféré pour Eddie Murphy
  - Chanson préférée pour Aaliyah ("Are You That Somebody?")
- MTV Movie & TV Awards : meilleure chanson d'un film pour Aaliyah ("Are You That Somebody?")
- MTV Video Music Awards : meilleur clip vidéo d'un film pour Aaliyah ("Are You That Somebody?")
- NAACP Image Awards : meilleure jeune actrice pour Kyla Pratt
- Young Artist Awards : meilleur second rôle féminin dans un film (jeune actrice) pour Kyla Pratt

## Autour du film

### Éditions en vidéo
En France, le film Docteur Dolittle est sorti en DVD le 4 avril 2001. Le film est également sorti en VOD le 1er août 2014.

### Série de films
Voir la franchise Docteur Dolittle (en)
- L'Extravagant Docteur Dolittle, précédente adaptation au cinéma en comédie musicale en 1967.

Le film a eu quatre suites :
- Docteur Dolittle 2, en 2001.
- Docteur Dolittle 3, en 2006 en direct-to-video.
- Docteur Dolittle 4, en 2008 en direct-to-video.
- Docteur Dolittle 5, en 2009 en direct-to-video.